# Dalibor Bosančić
Dalibor Bosančić (Srijemska Mitrovica, 13. studenoga 1970.) hrvatski je televizijski novinar, urednik i voditelj.
Urednik je i voditelj emisije “Zdravlje na kvadrat” na Novoj TV.
Radio je kao dugogodišnji vanjski suradnik na HRT-u, a zatim na Z1 televiziji, Mreži TV te kao urednik i voditelj Vijesti na nekoliko radio postaja. Od 2018. godine uređuje, a zadnjih godina i vodi, zdravstvenu emisiju na Novoj TV.
Od početka svoje karijere 1990. g. radio je na više od trideset projekata, često izvještavajući s lica mjesta. 

## Osobni život
Rođen je u Srijemskoj Mitrovici. Majka mu je podrijetlom iz Dugopolja, ali je rođena u BiH, a otac je rođen u Njemačkoj i nosi prezime Bikicki. Budući da ga otac nije priznao nosi majčino prezime, koja ga je također ostavila samoga. Zbog toga, do šeste godine, odrasta u udomiteljskoj obitelji. Zatim prelazi majci, vrlo kratko, a nakon toga dio djetinjstva provodi uz baku i dio obitelji. O tomu je i govorio za Jutarnji list. Početkom Domovinskog rata dolazi u Zagreb.